# جیمی بن
جیمی بن (انگلیسی: Jamie Benn؛ زادهٔ ۱۸ ژوئیهٔ ۱۹۸۹) بازیکن هاکی روی یخ اهل کانادا است.
وی همچنین برندهٔ جوایزی همچون مدال طلا شده‌است.